# Hoquei sobre herba als Jocs Olímpics d'estiu de 1948
Als Jocs Olímpics d'Estiu de 1948 celebrats a la ciutat de Londres (Regne Unit) es realitzà una competició d'hoquei sobre herba en categoria masculina. El campionat es realitzà entre els dies 31 de juliol i el 13 d'agost de 1948 a l'Estadi de Wembley.

## Comitès participants
Hi participaren un total de 187 jugadors d'hoquei de 13 comitès nacionals diferents:
| - Afganistan (14) - Argentina (12) - Àustria (12) - Bèlgica (13) - Dinamarca (116) - Espanya (14) - Estats Units (14) | - França (14) - Índia (20) - Països Baixos (12) - Pakistan (19) - Regne Unit (12) - Suïssa (15) |

## Resum de medalles
| Prova              | Or | Argent | Bronze |
| Hoquei sobre herba | Índia Leslie Claudius · Keshav Dutt · Walter D'Souza · Lawrie Fernandes · Ranganathan Francis · Gerry Glacken · Akhtar Hussain · Patrick Jansen · Amir Kumar · Kishan Lal · Leo Pinto · Jaswant Singh Rajput · Latif-ur-Rehman · Reginald Rodrigues · Balbir Singh · Randhir Singh Gentle · Grahanandan Singh · K. D. Singh · Trilochan Singh · Maxie Vaz | Regne UnitRobert Adlard · Norman Borrett · David Brodie · Ronald Davis · William Griffiths · Frederick Lindsay · William Lindsay · John Peake · Frank Reynolds · George Sime · Michael Walford · William White | Països BaixosAndré Boerstra · Henk Bouwman · Piet Bromberg · Harry Derckx · Han Drijver · Dick Esser · Roepie Kruize · Jenne Langhout · Dick Loggere · Ton Richter · Eddy Tiel · Wim van Heel |

## Medaller
| Posició | País          | Or | Argent | Bronze | Total |
| 1       | Índia         | 1  | 0      | 0      | 1     |
| 2       | Regne Unit    | 0  | 1      | 0      | 1     |
| 3       | Països Baixos | 0  | 0      | 1      | 1     |

## Resultats

### Primera ronda
El primer de cada grup, així com el segon del grup C, passa a semifinals
Grup A
| Posició | Equip     | J | G | E | P | GF | GC | Pts |  | Índia | Argentina | Àustria | Espanya franquista |
| ------- | --------- | - | - | - | - | -- | -- | --- |  | ----- | --------- | ------- | ------------------ |
| 1.      | Índia     | 3 | 3 | 0 | 0 | 19 | 1  | 6   |  | X     | 9:1       | 8:0     | 2:0                |
| 2.      | Argentina | 3 | 1 | 1 | 1 | 5  | 12 | 3   |  | 1:9   | X         | 1:1     | 3:2                |
| 3.      | Àustria   | 3 | 0 | 2 | 1 | 2  | 10 | 2   |  | 0:8   | 1:1       | X       | 1:1                |
| 4.      | Espanya   | 3 | 0 | 1 | 2 | 3  | 6  | 1   |  | 0:2   | 2:3       | 1:1     | X                  |

Grup B
| Posició | Equip        | J | G | E | P | GF | GC | Pts |  | Regne Unit | Suïssa | Afghanistan 1930 | Estats Units |
| ------- | ------------ | - | - | - | - | -- | -- | --- |  | ---------- | ------ | ---------------- | ------------ |
| 1.      | Regne Unit   | 3 | 2 | 1 | 0 | 19 | 0  | 5   |  | X          | 0:0    | 8:0              | 11:0         |
| 2.      | Suïssa       | 3 | 1 | 2 | 0 | 4  | 2  | 4   |  | 0:0        | X      | 1:1              | 3:1          |
| 3.      | Afganistan   | 3 | 1 | 1 | 1 | 3  | 9  | 3   |  | 0:8        | 1:1    | X                | 2:0          |
| 4.      | Estats Units | 3 | 0 | 0 | 3 | 1  | 16 | 0   |  | 0:11       | 1:3    | 0:2              | X            |

Grup C
| Posició | Equip         | J | G | E | P | GF | GC | Pts |  | Pakistan | Països Baixos | Bèlgica | França | Dinamarca |
| ------- | ------------- | - | - | - | - | -- | -- | --- |  | -------- | ------------- | ------- | ------ | --------- |
| 1.      | Pakistan      | 4 | 4 | 0 | 0 | 20 | 3  | 8   |  | X        | 6:1           | 2:1     | 3:1    | 9:0       |
| 2.      | Països Baixos | 4 | 3 | 0 | 1 | 11 | 8  | 6   |  | 1:6      | X             | 4:1     | 2:0    | 4:1       |
| 3.      | Bèlgica       | 4 | 2 | 0 | 2 | 6  | 8  | 4   |  | 1:2      | 1:4           | X       | 2:1    | 2:1       |
| 4.      | França        | 4 | 0 | 1 | 3 | 4  | 9  | 1   |  | 1:3      | 0:2           | 1:2     | X      | 2:2       |
| 5.      | Dinamarca     | 4 | 0 | 1 | 3 | 4  | 17 | 1   |  | 0:9      | 1:4           | 1:2     | 2:2    | X         |

### Semifinals
| 9 d'agost de 1948 |       |               |  |  |
| Índia             | 2 – 1 | Països Baixos |  |  |
|                   |       |               |  |  |

| 9 d'agost de 1948 |       |          |  |  |
| Regne Unit        | 2 – 0 | Pakistan |  |  |
|                   |       |          |  |  |

### Tercer lloc
| 12 d'agost de 1948 |       |               |  |  |
| Pakistan           | 1 – 1 | Països Baixos |  |  |
|                    |       |               |  |  |

| 13 d'agost de 1948 |       |          |  |  |
| Països Baixos      | 4 – 1 | Pakistan |  |  |
|                    |       |          |  |  |

### Final
| 12 d'agost de 1948 |       |            |  |  |
| Índia              | 4 – 0 | Regne Unit |  |  |
|                    |       |            |  |  |